# Rhachitheciaceae
Rhachitheciaceae là một họ rêu trong bộ Dicranales.